# Nikolaus
Mos Nicolae day

## Il personaggio
Dotato di una personalità cordiale ma ambigua, Nikolaus, alleato di Harlan Draka, vive a Praga e frequenta l'Aquila Verde, una birreria fantasma.
Frequentava inoltre, ai tempi del rapporto sentimentale con l'indovina praghese Madame de Thèbe, gli scrittori del Caffè Arco e, anche lui, scriveva racconti fantastici.
Conosce Caleb Lost da molto tempo, del quale è "cordiale" avversario.
Nonostante egli faccia ufficialmente parte della Squadra del Male, grazie alla sua permanenza tra gli umani, Nikolaus è molto interessato alla conservazione dello status quo.
Ha collaborato con Harlan, lo ha addirittura salvato dai nefasti effetti dell'Elisir del Diavolo somministratogli dal commilitone Sonderling, schierandosi così apertamente contro Nergal. Nikolaus è in grado di evocare gli spok, spettri dotati di un residuo di anima.